# Engelplatz (Rapperswil)

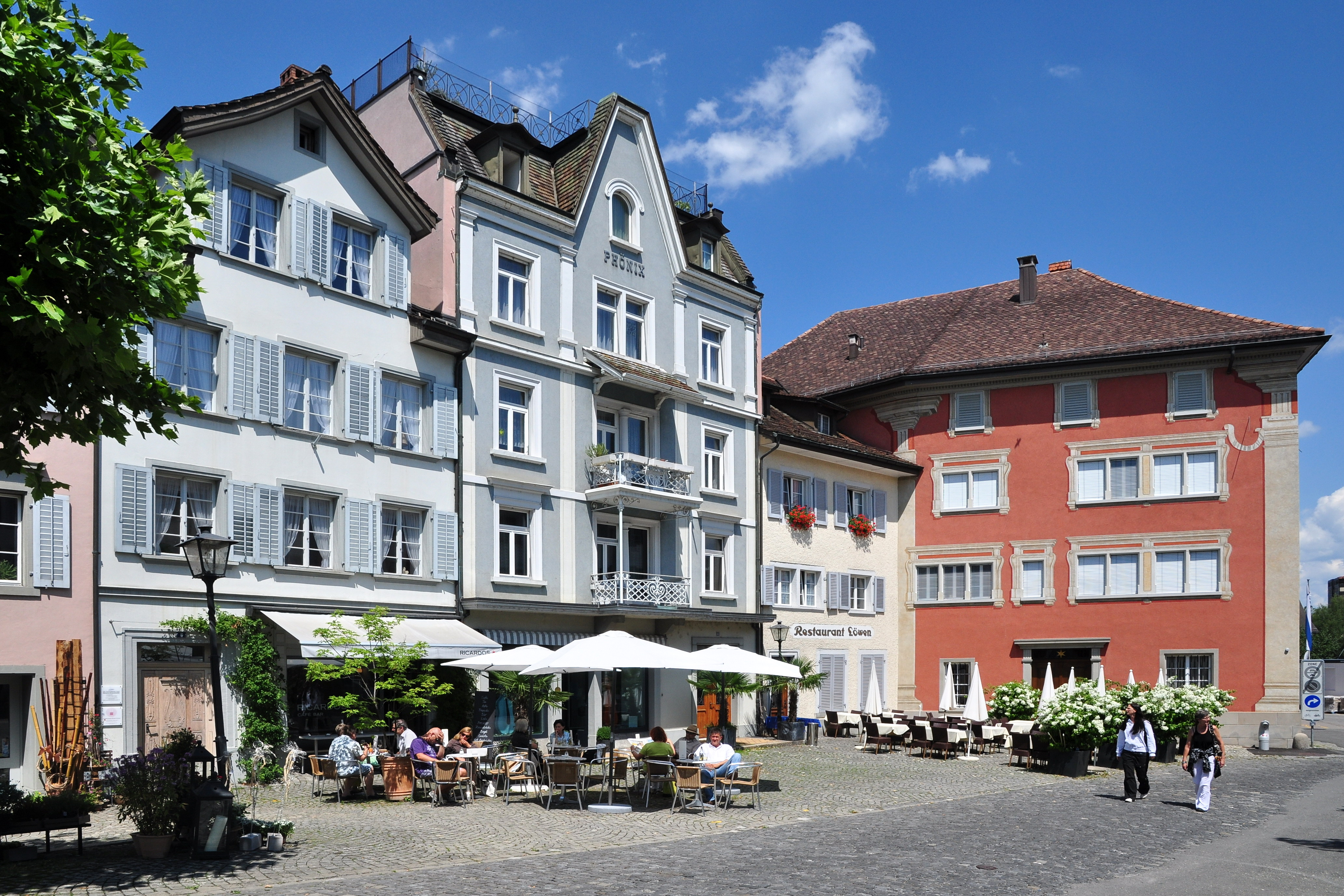
Der Engelplatz, rechts das Haus zum Alten Sternen

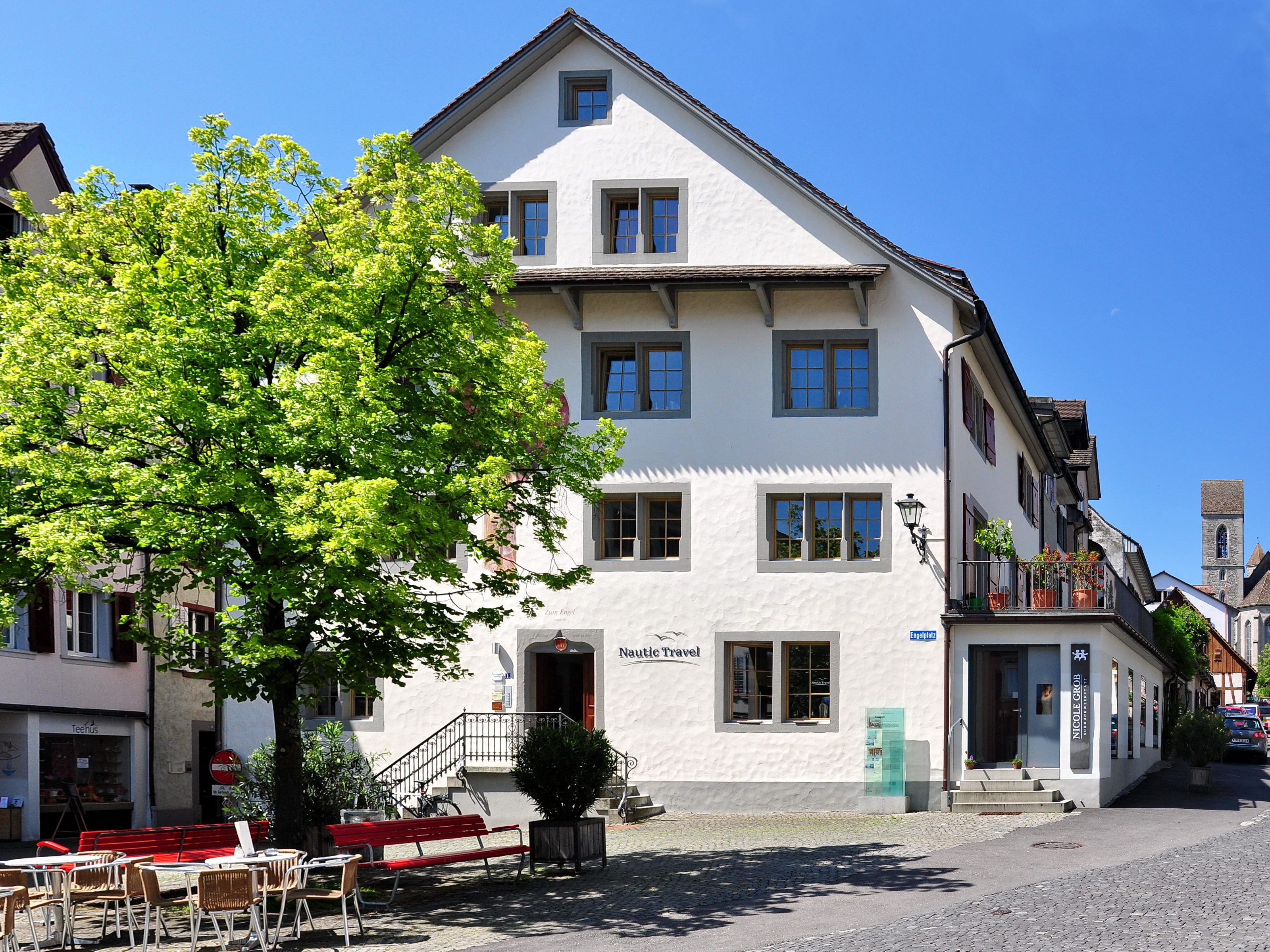
Engelplatz, im Hintergrund der Herrenberg und der Südturm der Stadtpfarrkirche

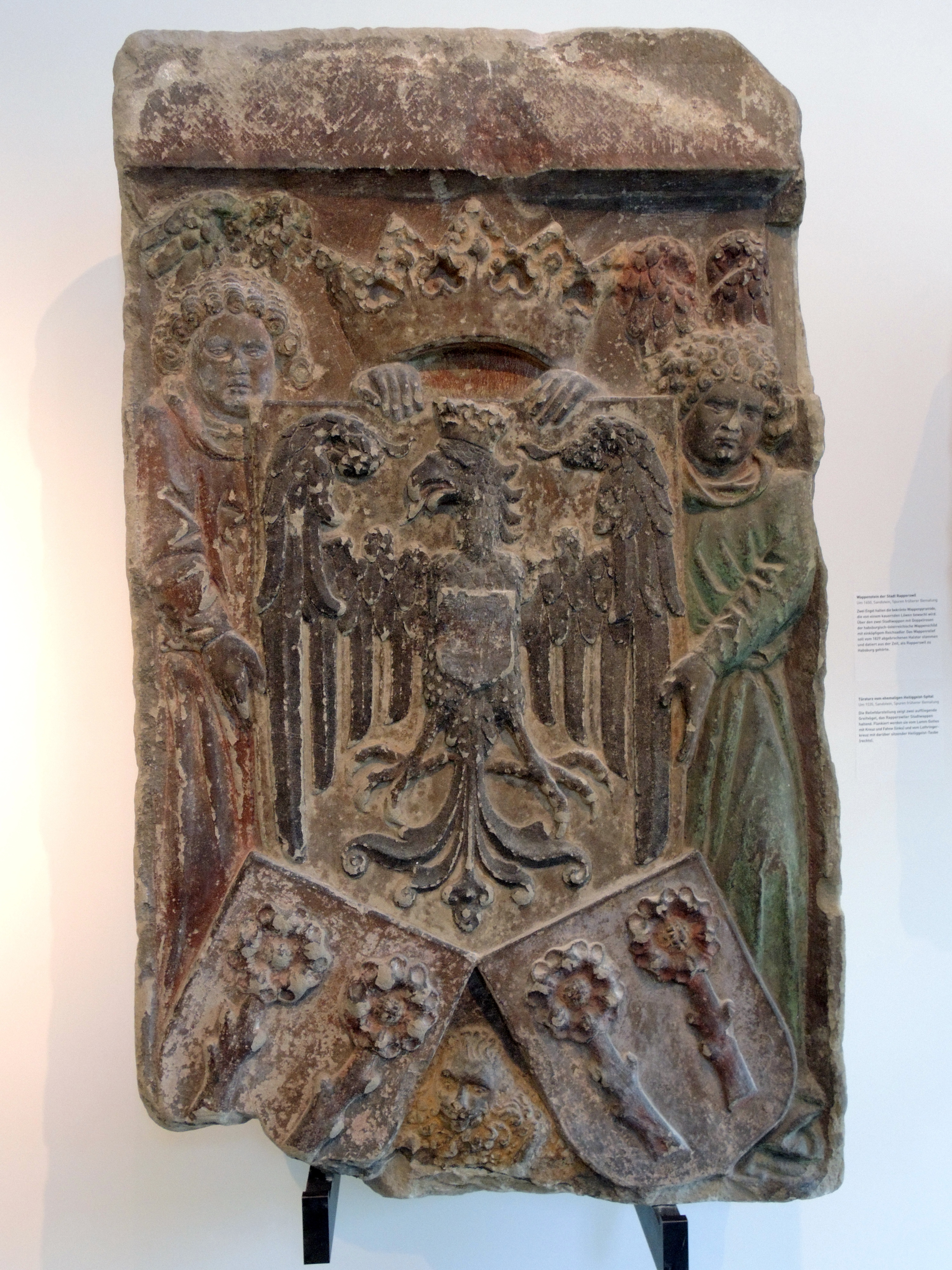
Sandsteinrelief vom Halstor im Stadtmuseum

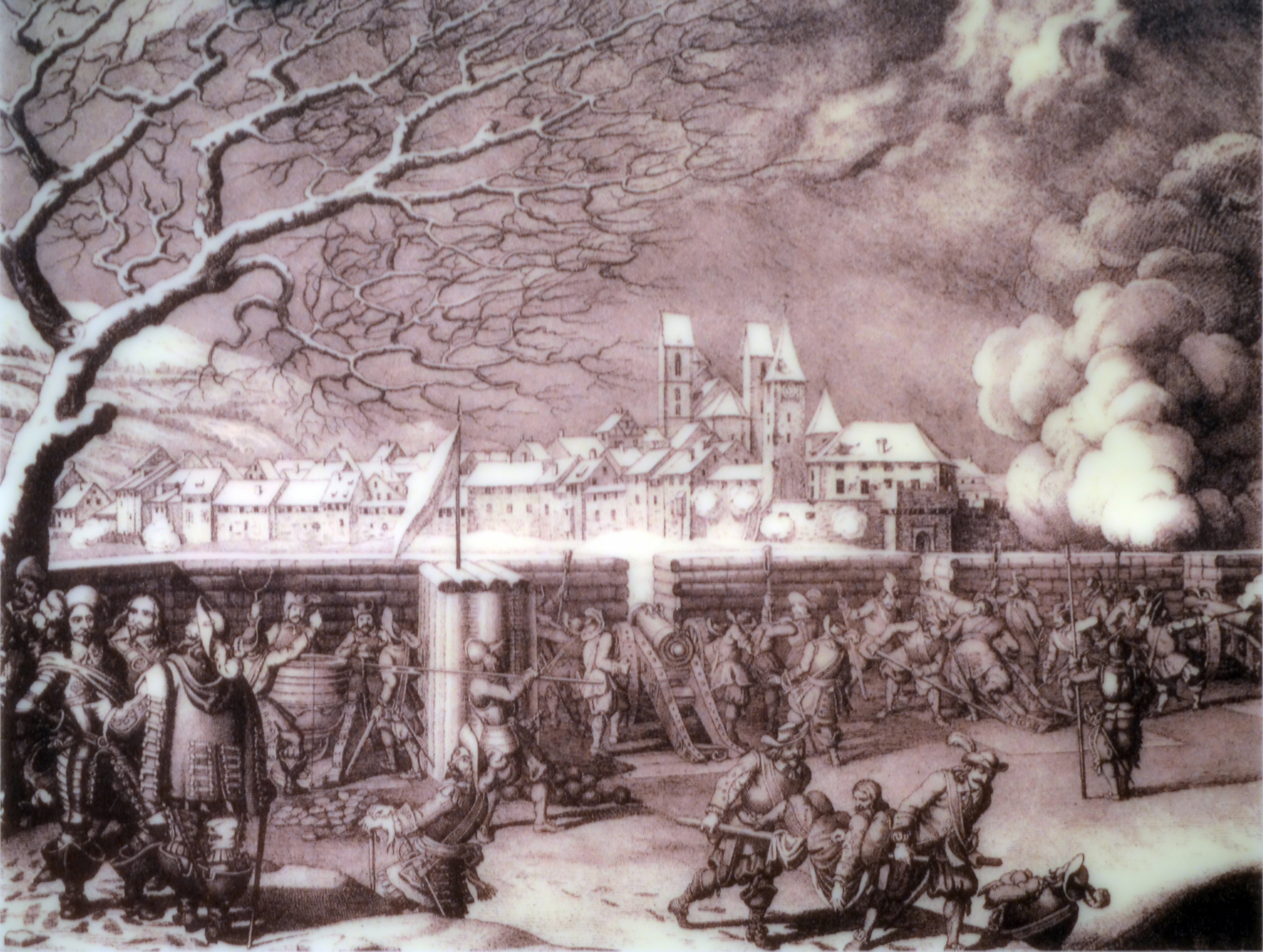
Beschuss des Engelplatzes durch die Zürcher Artillerie während der Belagerung von Rapperswil (1656), Zeichnung von Johann Jakob Oeri

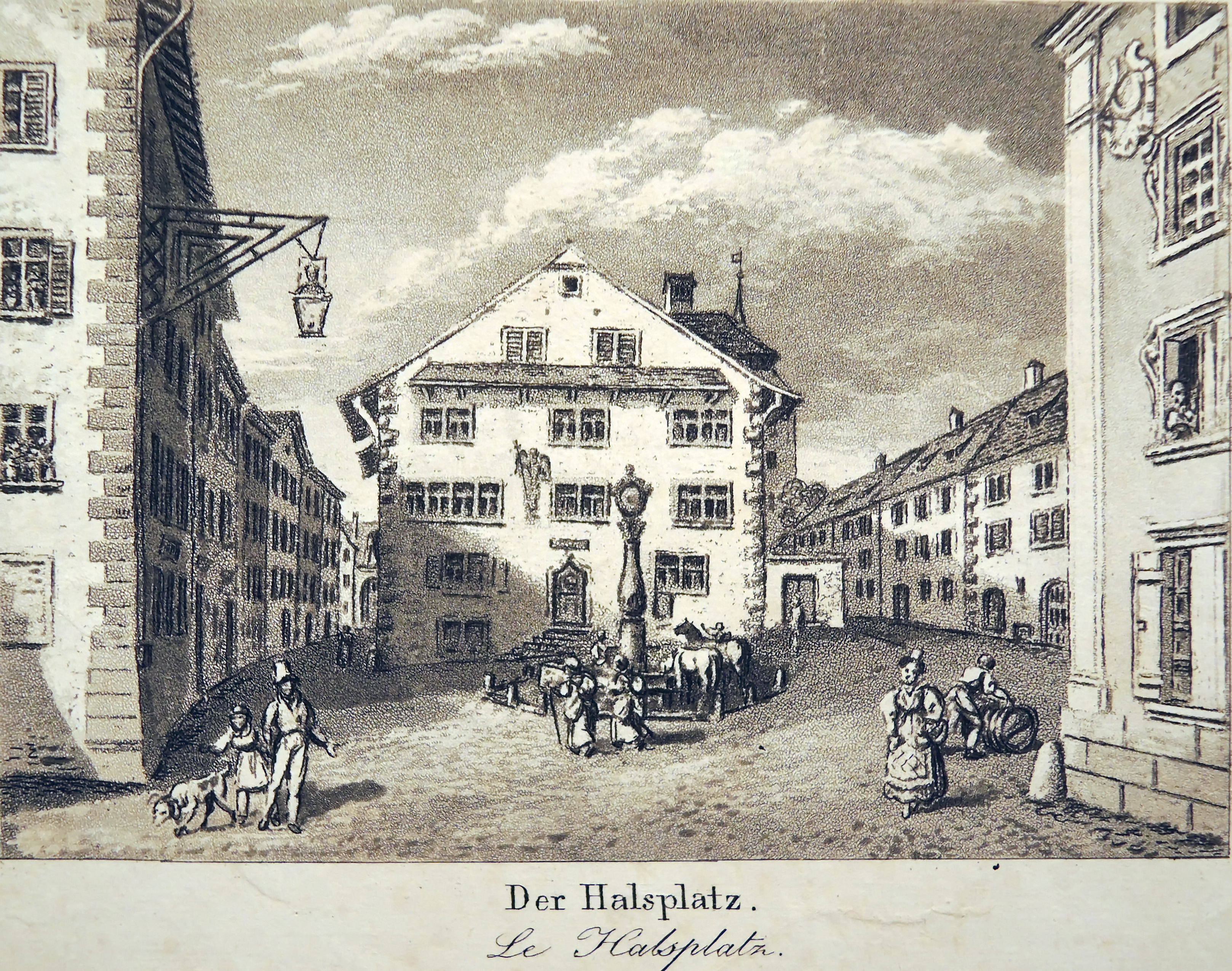
Der Engelplatz um 1832 mit dem alten Brunnen

Der Engelplatz ist ein öffentlicher Platz in der Altstadt von Rapperswil, einem Ortsteil der Schweizer Gemeinde Rapperswil-Jona im Kanton St. Gallen.

## Lage
Am östlichen Ende der Altstadt von Rapperswil gelegen, bildet der Engelplatz den Abschluss des Herrenbergs und liegt östlich vom Hauptplatz. Es ist ein grosszügig gestalteter Platz mit einem zentralen öffentlichen Brunnen vor dem Haus zum Engel und wird vom Haus zum Alten Sternen begrenzt. Seinen heutigen Namen erhielt der Platz durch das Wandbild, das den ehemaligen Gasthof zum Engel schmückte.

## Geschichte
Der Engelplatz war der östliche Zugangspunkt in die Rosenstadt und blieb bis zum Bau der Rickenstrasse (heute Neue Jonastrasse) der einzige Zugang auf dem Landweg nach Rapperswil. Aufgrund seiner geografischen Lage fand auf der Nordseite des Platzes der Viehmarkt der umliegenden Hofgemeinden statt. Ursprünglich war der Obere Halsplatz nach dem Halsturm und dem Halstor benannt, dem Bollwerk der östlichen Stadterweiterung im 14. Jahrhundert – das Areal diente in Kriegszeiten zum Aufmarsch der Verteidigungstruppen.
Über den damaligen offenen Schanz- und Sternengraben der Stadtbefestigung führte der Verkehr auf der Landseite der Rosenstadt vom und zum südseitigen Tor über die Seebrücke und zum Hafen beim Fischmarktplatz. An der Südseite des Halstors, beim Quellenhof, wurde der von der Jona abgeleitete Stadtbach unterirdisch in die Stadt durch die Herrengasse zur Stadtmühle geführt, stellte die Wasserversorgung sicher und lieferte Energie für die Gewerbebetriebe in der Giessi beim Zürichsee.
Während der Belagerung von Rapperswil (1656) bewährte sich das Bollwerk der östlichen Stadtbefestigung und fügte den angreifenden Zürcher Truppen schwere Verluste zu. In seinem rund 260 Seiten starken Tagebuch beschreibt Johann Peter Dietrich, Stadtschreiber und Schultheiss von Rapperswil, wie die Stadt Rapperswil „zwischen dem 7.ten Jenner 1656 bis zum 11.ten Merz 1656 zu Wasser und zu Land von Zürchern sehr hart, jedoch vergeblich belagert“ worden ist. Die erstmalige Beschiessung der Stadt begann um 9 Uhr – der erste und der zweite Schuss traf den Halsturm, und bis zum Abbruch der Belagerung trafen etwa 300 Geschosse auf das Haus zum Alten Sternen, den Halsturm, das Halstor und die Stadtmauern bildenden Häuser des Mauerrings. Sie fügten den Gebäuden und ihren Bewohnern schwere Schäden zu und zerstörten den Dicken Turm samt dem benachbarten Schulhaus, die Mauern hielten aber stand.
Mit der Fertigstellung der Rickenstrasse wurden das Stadttor und das Bollwerk bis auf das angrenzende Haus zum Alten Sternen im Jahr 1830 abgebrochen. Die Schleifung der landseitigen Stadtbefestigung stand in Zusammenhang mit der von der Tagsatzung und der Kantonsregierung geforderten Gewährleistung des ganztägigen Durchgangsverkehrs. Das grosse Sandsteinrelief mit Stadtwappen und dem von zwei Engeln gehaltenen Wappenschild im Stadtmuseum sind die einzig erhaltenen Überreste des Stadttors. Am Eingang des Platzes ist mit im Belag eingelassenen Pflastersteinen der Standort des Halsturms und Stadttors markiert.

## Sehenswürdigkeiten
Das Haus zum alten Sternen mit aufgemalten Eckpilastern und mehrere prächtige Bürger- und Gewerbebauten mit Cafés und kleinen Geschäften prägen das Erscheinungsbild des Platzes wesentlich und betonen auch heute noch die Bedeutung des ehemaligen östlichen Stadtzugangs:
- Das Haus zum Engel (Engelplatz 1) ist ein ehemaliges Gasthaus und wird 1530 als Eigentum von Hans Heinrich Rotheflue erstmals erwähnt. Sehenswert sind die spätgotische Fassade aus dem 16. Jahrhundert, mit einem von Jost Blöchlinger gestalteten Wandbild, sowie die repräsentative Giebelfassade und die Gurtensimse. Unter den nachfolgenden Besitzern fanden sich die Familien eines Stadtschreibers, eines Pfarrers, eines Werkmeisters, eines Bezirksgerichtspräsidenten, einer Schreinerei, einer Hutmacherei und eines Buchbinders. Die Gemeinde Rapperswil erwarb das Gebäude im Jahr 1967 und restaurierte und renovierte es. Die Hausfassade ziert ein Engel, gemalt um 1970 von dem bekannten Künstler Jost Blöchliger.
- Die Liegenschaft Engelplatz 4 wurde im 16. Jahrhundert an die Rapperswiler Stadtmauer von 1350 gebaut und wird 1571 erstmals erwähnt. Von 1625 bis 1758 ist mehrheitlich die Familie Fuchs im Besitz des Hauses, 1786 wurde es vom Bäcker Ulrich Beny erworben. Im Kataster von 1802 ist Pfarr-Resignat Basilius Breny als Eigentümer erwähnt, der es 1832 an den Buchbinder Ferdinand Breny verkaufte, mit der im Kaufbrief festgehaltenen Bedingung, „der Käufer ist verpflichtet, der Mariana Kuster, Hauserin des Tit. Herrn Pfarr-Resignat B. Breny, lebenslänglich im mehrbesagten Hause eine anständige Kammer zur Bewohnung zu geben. Lebenslänglich bezieht sich nur so lange selbe ledigen Standes ist“. Von 1848 bis 1877 beherbergte das Haus unter anderem eine Buchdruckerei, eine Sattlerei und eine Spenglerwerkstatt. 1898 wird die Hausbezeichnung Löwen erwähnt, ein von der Familie Good geführtes Restaurant mit Schweizer Küche, nun ein Restaurant mit thailändischer Küche.
- Das Haus Phoenix (Engelplatz 6) sowie die zwei angrenzenden Bürgerhäuser wurden ebenfalls im späten 16. Jahrhundert in die Stadtmauer integriert. Von 1642 bis 1691 war es im Besitz der Familie Peter Fuchs. Carl Anton Zuppiger übernahm 1758 das Haus und richtete im Erdgeschoss eine Schmiede ein; 1824 wurde es als Haus im Feueress bezeichnet, ab 1873 als Wohnhaus mit Malerwerkstatt und Vordach im Besitz von Maler Heinrich Walder. 1897 verkaufen die Erben das nach einer Aufstockung des Dachstocks nun als Haus zum Phoenix bezeichnete Gebäude an Caspar Melchior Albert Gebert, Spenglermeister, dem Mitbegründer der Firma Geberit. Heute wird das Haus von einem Geigenbauatelier und einer Unternehmerin genutzt.

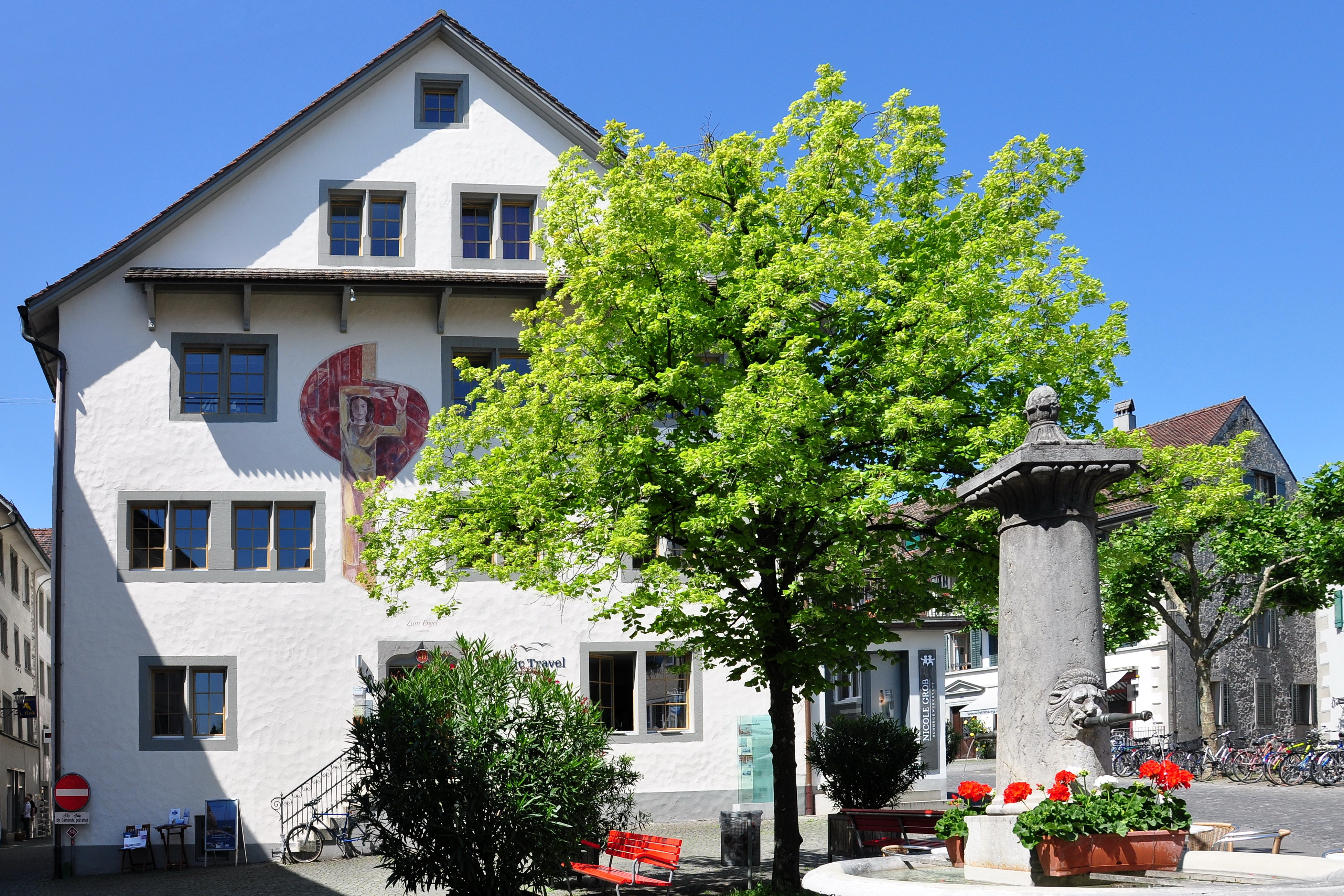
Haus zum Engel
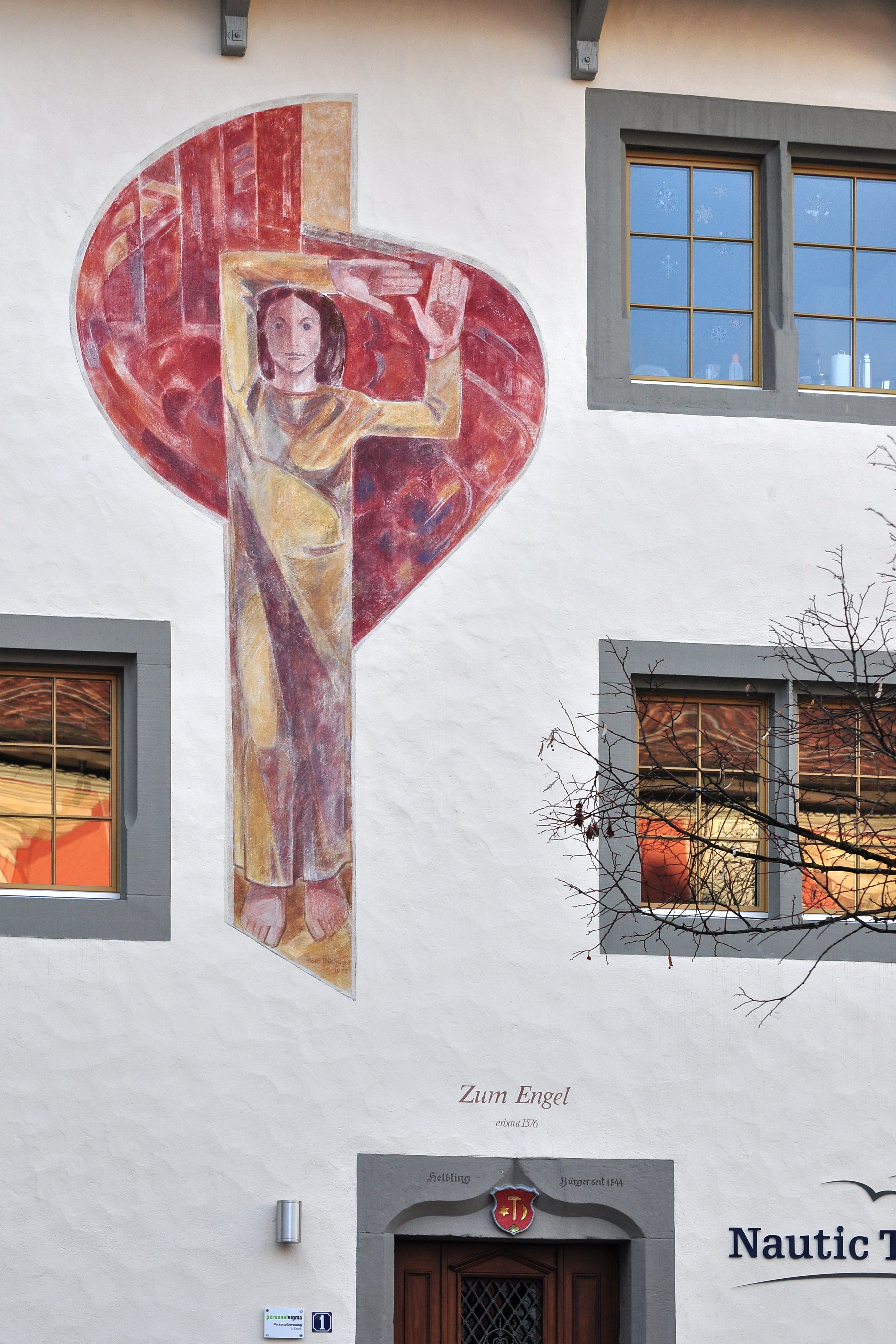
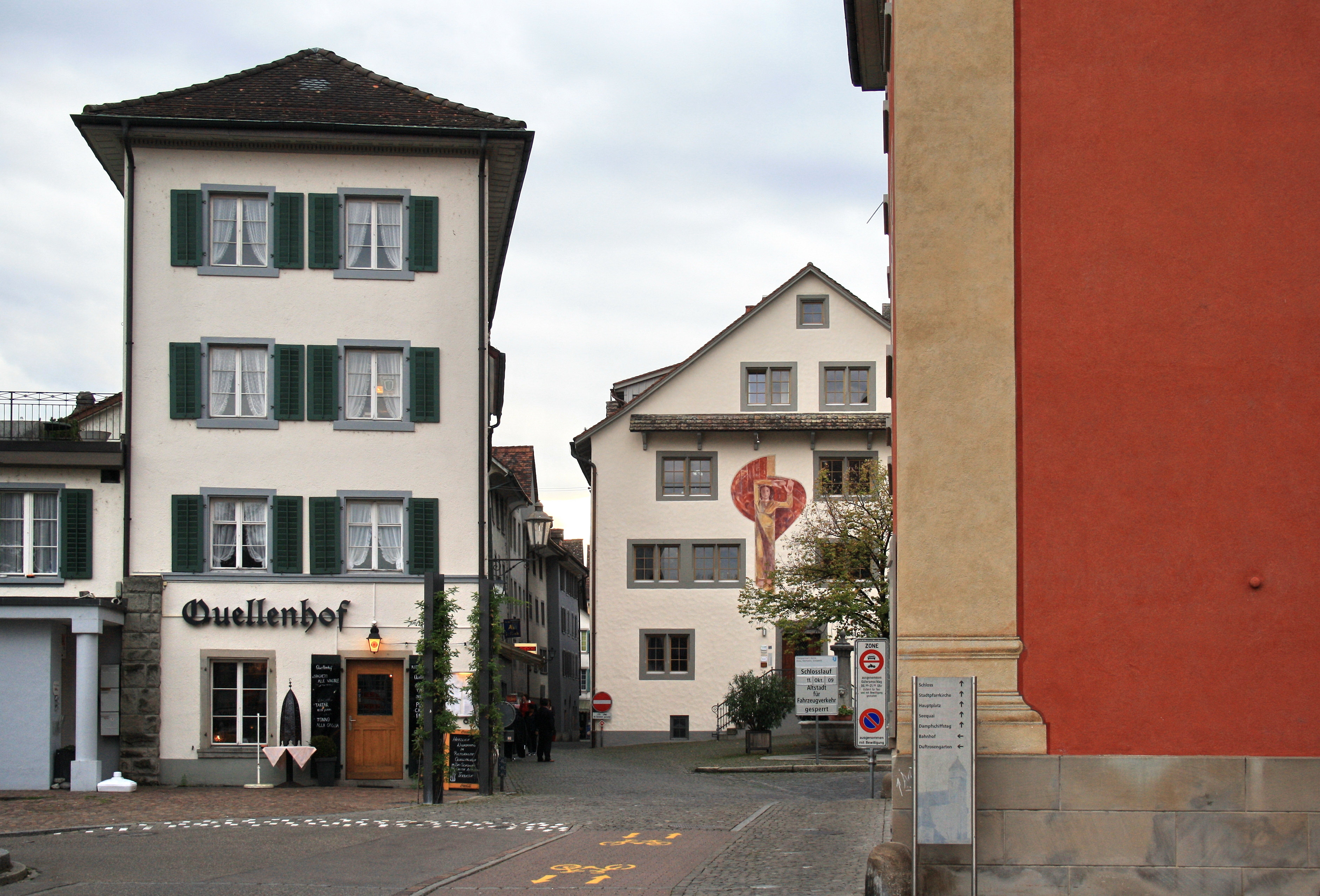
Quellenhof
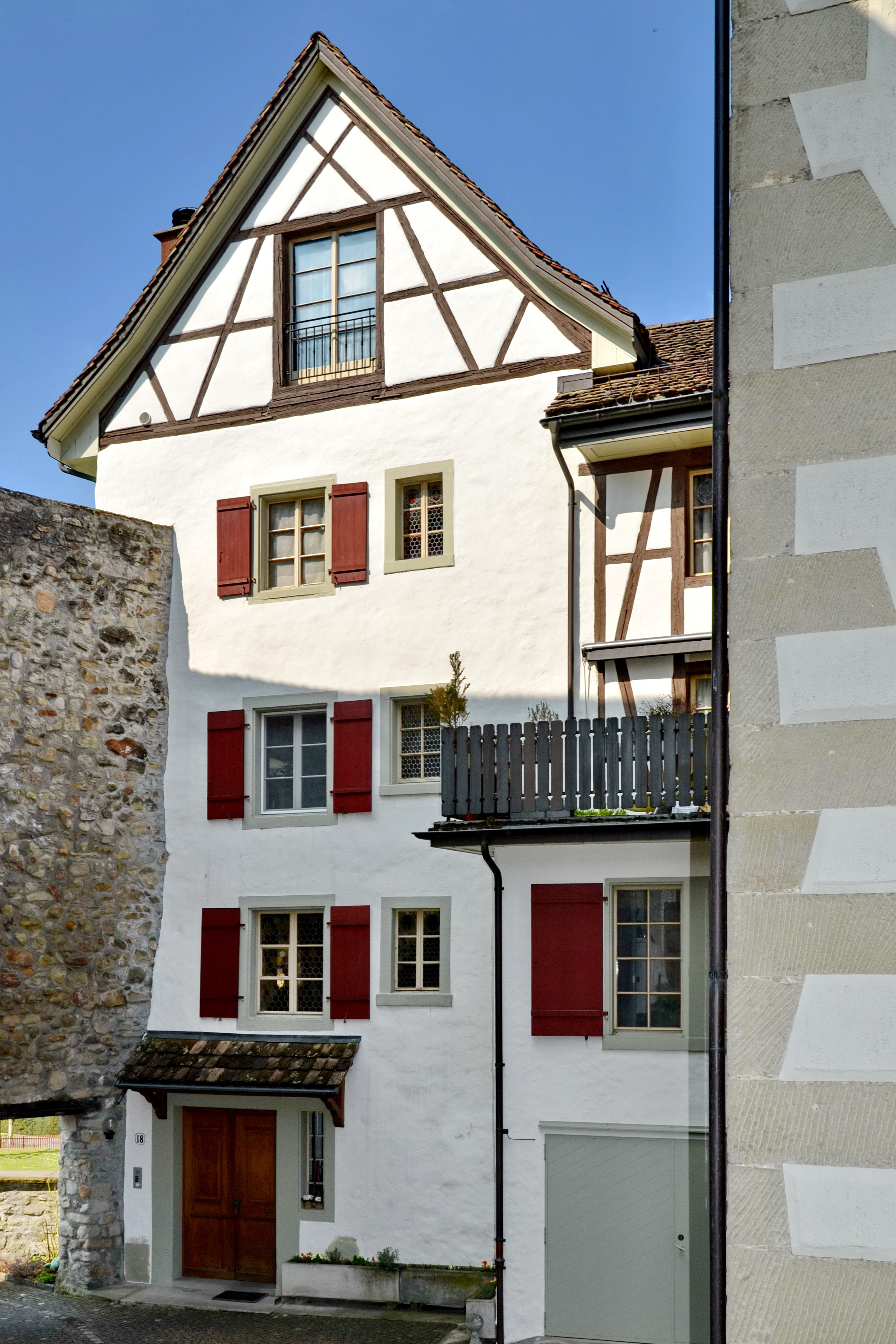
Müseggturm
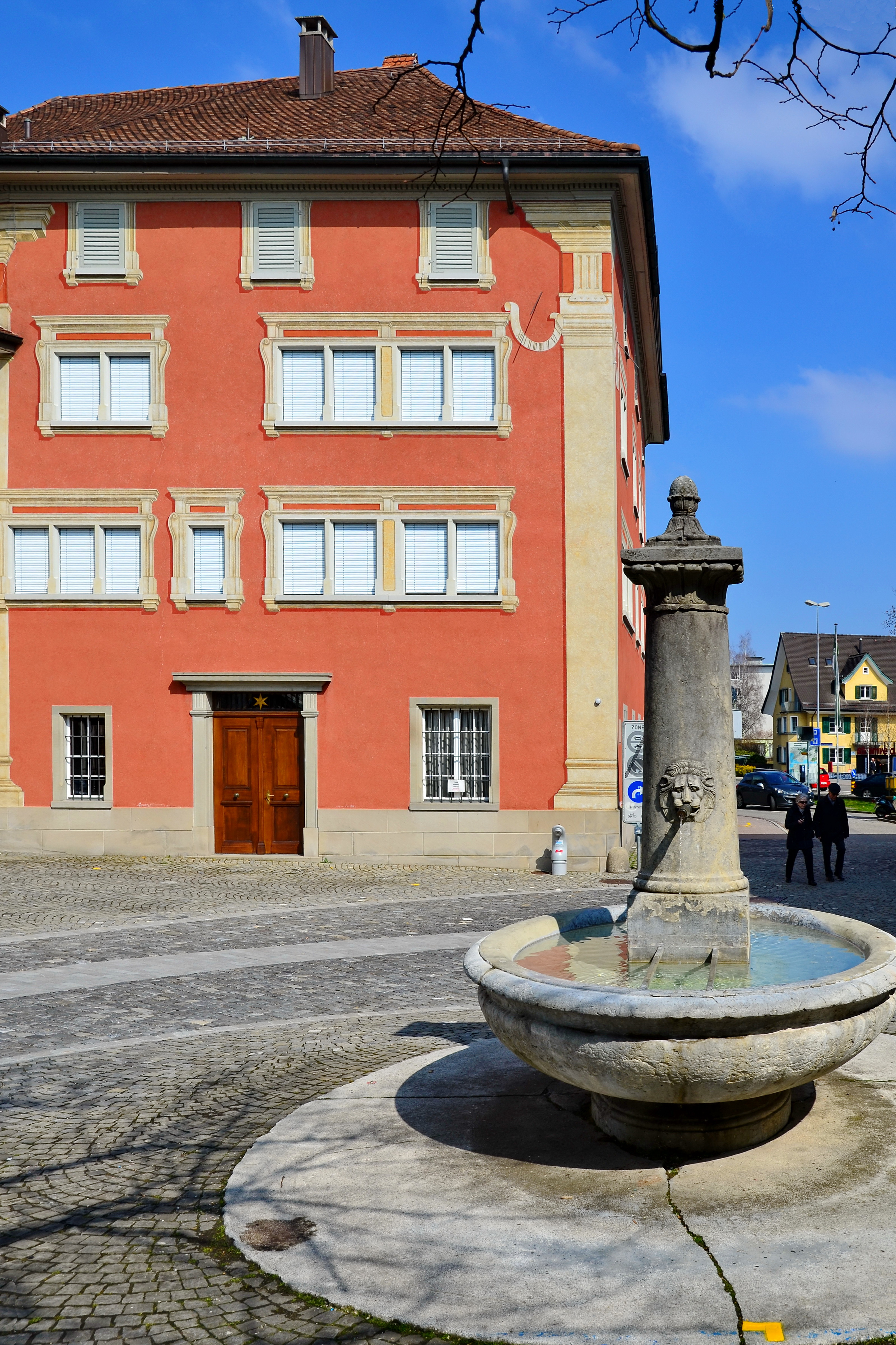
Alter Sternen und Brunnen

- Die angrenzende Liegenschaft Engelplatz 8 stammt aus der gleichen Bauperiode und wird erstmals 1692 im Besitz von Marc Oswald erwähnt. 1716 wird Hans Melcher Meyer, Drechsler, als Eigentümer erwähnt und 1746 Melchior Meyer, Ratsschreiber, der die Liegenschaft im Hals für 480 Gulden erwarb. 1809 ging die Liegenschaft für 900 Gulden an den Schreiner Johann Schneider, und von 1824 bis 1831 erhöhte sich der Wert wegen Bauten von 1200 auf 3000 Gulden. Der Kupferschmid Felix Helbling kaufte die Liegenschaft im Jahr 1852 für 2700 Gulden, 1871 erwarb der Schreinermeister Johann Helbling die Liegenschaft und verkauft sie 1873 an seinen Bruder, den Bäckermeister Valentin Helbling, der im Erdgeschoss die Brod & Feinbäckerei Helbling einrichtete. 1906 verkaufte er das Haus an den Bäcker Paul Gottlob Scheck, dessen Familie bis 1994 im Besitz des Wohnhauses mit Bäckerei blieb. Heute befindet sich hier ein Café.
- Auch das Haus am Engelplatz 10 wurde im 16. Jahrhundert an die Rapperswiler Stadtmauer von 1350 gebaut. Von 1616 bis 1782 war es im Besitz einer Familie Fuchs, bis 1856 gehörte es der Familie Wettstein, die das Gebäude an den Zimmermann Joseph Anton Winiger verkaufte. 1885 übernahm Konrad Urech, Maler, die Liegenschaft, 1901 wird Jens Jensen Möller, ein dänischer Malermeister, Besitzer des Gebäudes. 1967 erwarb der Liegenschaftshändler Werner Huser das Gebäude und richtete das bis 1979 betriebene Café Altstadt („Gaslichtcafé“) ein.
- Die Liegenschaft zum St. Johanner (Engelplatz 12) bildete seit 1551 zusammen mit dem benachbarten Gebäude ebenfalls einen Teil der nordöstlichen Stadtmauer. 1572 wird der Glaser Hans Wettstein als Eigentümer genannt, von 1786 bis 1840 die Familie Breny. Danach nutzten ein Schuster, ein Klaviermacher und Schreinermeister und schliesslich wieder ein Glaser (1920–1990) die Räumlichkeiten. Im Jahre 2001 wurde die Liegenschaft an die Ortsgemeinde Rapperswil überschrieben, die das Haus einer Gesamterneuerung unterzog, unter Einbezug der originalen Reihenfenster, Fenstersäulen und Giebelluzide von 1551 an der Nordfassade und einem Rokoko-Ofen aus dem Jahr 1792. Im Erdgeschoss befindet sich heute ein Kosmetikinstitut. Von 1572 bis 1598 war das angrenzende Haus (Engelplatz 14) im Besitz von Ritter Hannibal von Bocksberg. Bis 1642 ist die Familie Oswald, Wagnerei, als Besitzerin verbrieft, ab 1658 die Familien Fuchs und Wettstein, Gerber und Hafner, und von 1759 bis 1845 die Uhrmacher-Familie Schnider.
- Das 1559 erbaute Zieglerhaus (Herrenberg/Engelplatz 16) und der Müseggturm (vor 1576) bilden den Abschluss des Engelplatzes zum Herrenberg hin. 1572 wird Ritter Hannibal von Bocksberg als Bewohner und Besitzer des Zieglerhauses erwähnt, 1585 der Schultheiss Heinrich Göldlin, von 1604 bis 1671 die Glasmalerei Wolfgang Breny und Sohn, danach die Familien Fuchs und Ziegler. 1782 übernahm der Drechsler Joseph Anton Helbling die Liegenschaft. Von 1901 bis 1990 wechselte die Liegenschaft vier Mal den Besitzer. Heute befindet sich im Erdgeschoss ein Damensalon.
- Am Ende der Halsgasse wird 1607 das Altstadthaus (Halsgasse 30) des Schneiders Hans Hugenmatter erstmals erwähnt, 1632 das Haus des Bleichers Hans Heinrich Wydmann (Halsgasse 32). In den Liegenschaften befinden sich heute ein Teehaus und eine Bijouterie.
- Bereits im 15. Jahrhundert wird das Gasthaus Quellenhof (Halsgasse 34, ehemals Weisses Kreuz) mit seinen barocken Malereien erwähnt. Das Gebäude war in die Stadtmauer integriert, auch heute noch erkennbar an einer Schiessscharte zur Oberen Bahnhofstrasse und beim Umbau gefundenen Steinkugeln aus der Belagerung von 1656. Genutzt wurde es zudem als Herberge und Gasthof und erhielt am 2. Juni 1852 das Pintenrecht. Bis um 1873 ist der Name Gasthof Weisses Kreuz gebräuchlich. Seinen heutigen Namen Quellenhof erhielt das Gebäude vom Stadtbach, über dessen Einmündung in die Altstadt es erbaut wurde. Rechts vom Hauseingang an der Halsgasse 26 ist die alte Wasser-Zapfstelle erhalten. 1926 erwarb Emil Wild die Liegenschaft und erweiterte das Restaurant um ein Milchgeschäft. Liesel und Eugen Wild führten den Betrieb weiter und haben das heutige Restaurant Quellenhof verpachtet. Die gutbürgerliche Küche bietet Schweizer Spezialitäten und Fischgerichte vom und aus dem Zürichsee.
- Das benachbarte Schulhaus Brunacker an der Zürcherstrasse entstand 1870, und das Einkaufszentrum Sonnenhof steht am Standort des Wohnhauses zum Neuhof beim heutigen Stadthofplatz.

Siehe auch Sehenswürdigkeiten in Rapperswil

## Brunnen am Engelplatz
Der klassizistische Engelplatzbrunnen vor dem Haus zum Engel ist 1806 erneuert und 1857/58 durch eine Neukonstruktion, mit einem breit ausladenden, ovalen Kalksteinbecken, ersetzt worden. Der stark eingeschnürte Fuss nimmt eine sich verjüngende Brunnensäule auf, die über gelapptem Kelchkapitell mit Deckplatte einen Pinienzapfen trägt. Die zwei Brunnenröhren stecken im Maul reliefierter Löwenmasken. Bis auf Details ist er dem 1845 erstellten, etwas grösseren Brunnen auf dem Fischmarktplatz nachempfunden.

## Verkehr
Der Platz gehört zur Fussgängerzone der Innenstadt und liegt in der Nähe des Bahnhofs mit Zugang zur S-Bahn Zürich und dem Busnetz der Verkehrsbetriebe Zürichsee und Oberland.
Zusammen mit der Ochsenrainli-Gasse bildet der Engelplatz über den Herrenberg den einzigen rollstuhl- und kinderwagengängigen Aufgang zum Stadtmuseum Rapperswil-Jona, zur Stadtpfarrkirche und Liebfrauenkapelle sowie zum Schloss Rapperswil und Lindenhof.